# Lotononis peduncularis
Lotononis peduncularis är en ärtväxtart som beskrevs av George Bentham. Lotononis peduncularis ingår i släktet Lotononis och familjen ärtväxter. Inga underarter finns listade i Catalogue of Life.